# Syncope tridactyla
Syncope tridactyla är en groddjursart som först beskrevs av William Edward Duellman och Joseph R. Mendelson 1995.  Syncope tridactyla ingår i släktet Syncope och familjen Microhylidae. IUCN kategoriserar arten globalt som livskraftig. Inga underarter finns listade i Catalogue of Life.